# 聖博尼費修斯 (明尼蘇達州)
聖博尼費修斯（英語：St. Bonifacius）是一個位於美國明尼蘇達州亨內平縣的城市。

## 人口
根據2020年美國人口普查的數據，聖博尼費修斯的面積為2.69平方千米，當中陸地面積為2.69平方千米，而水域面積為0.00平方千米。當地共有人口2307人，而人口密度為每平方千米858人。